# Wolfgang Preußger
Wolfgang Preußger (* 1967 in München) ist ein deutscher Schauspieler.

## Leben
Wolfgang Preußger ist gelernter Schauspieler. Nach diversen beruflichen Stationen in der Wirtschaft und Informationstechnologie als Informations- und Medienspezialist kam er zum Schauspielen über eine 6-jährige Mitwirkung an der Münchner Laienbühne HVB-Theater. Erst spät entschied er sich für eine 3-jährige Vollzeitausbildung zum Schauspieler an der Internationalen Schule für Schauspiel und Acting in München. Anschließend begann er seine professionelle Schauspielkarriere in verschiedenen Film- und Fernsehproduktionen. Seit 2023 wird er von der ZAV Künstlervermittlung für Film und TV in München vertreten.
Preußger war in kleineren Rollen in verschiedenen Kurzfilmen (u. a. Red Cell,Sigillum und Verzeih mir, Vater), Spielfilmen (u. a. Tag X, Fünf Jahre) und Fernsehserien (u. a. Tatort, Soko München, K11 – Kommissare im Einsatz) zu sehen. Sein Spielfilmdebüt gab er 2017 mit dem Film Fünf Jahre als Vorsitzender Richter in einer Gerichtsszene mit Urteilsverkündung. Sein erstes rein kommerzielles Rollen-Engagement hatte er 2019 mit dem Spielfilm Tag X (Regie: Manuel Weiss) – mit Carina Diesing und Tobias Kay in den Hauptrollen – als pensionierter Kriminalbeamter. Im Jahr 2023 wurde der Kurzfilm Grenzer veröffentlicht, in dem er trotz seiner bayerischen Herkunft die Rolle eines NVA-Stabsfeldwebels übernahm.
Preußger ist verheiratet und lebt in Landsberg am Lech.

## Filmografie
- 2009: K11 – Kommissare im Einsatz – Episode: Familienmord
- 2014: Tatort – Die letzte Wies'n
- 2017: Fünf Jahre – Spielfilm
- 2017: World Order – Spielfilm
- 2018: Tag X – Spielfilm
- 2018: SOKO München – Episode: Fischerstechen
- 2019: Red Cell – Kurzfilm
- 2019: Verzeih mir, Vater! – Kurzfilm
- 2019: Sigillum – Kurzfilm
- 2021/2022: Grenzer – Kurzfilm
- 2023: Auferstanden aus Ruinen - Kurzfilm[11]

## Theater
- 2019–2023: Abteistraße – Theaterstück
- 2024 Das (perfekte) Desaster-Dinner[12]